# Emre Güngör
Emre Güngör (Estambul, Turquía, 1 de agosto de 1984) es un exfutbolista turco que jugaba de defensa.

## Biografía
Emre Güngör empezó su carrera futbolística en las categorías inferiores del Ankaragücü. En 2001 pasó a formar parte de la primera plantilla.
Durante un año jugó en el Türk Telekomspor para regresar en 2004 al Ankaragücü, donde se consolidó como titular en defensa, llegando a ser capitán del equipo.
El 1 de enero de 2008 fichó por el Galatasaray S. K., equipo con el que consiguió su primer título, una Liga.

## Selección nacional
Fue internacional con la selección de fútbol de Turquía en cuatro partidos y anotó un gol. Formó parte del equipo que participó en la Eurocopa 2008 en la que perdieron ante Alemania en las semifinales.

### Participaciones internacionales
| Torneo        | Sede            | Resultado   |
| ------------- | --------------- | ----------- |
| Eurocopa 2008 | Suiza y Austria | Semifinales |

## Clubes
| Club              | País    | Año       |
| ----------------- | ------- | --------- |
| Ankaragücü        | Turquía | 2001-2003 |
| Türk Telekomspor  | Turquía | 2003-2004 |
| Ankaragücü        | Turquía | 2004-2008 |
| Galatasaray S. K. | Turquía | 2008-2010 |
| Gaziantepspor     | Turquía | 2010-2012 |
| Antalyaspor       | Turquía | 2012-2014 |
| Karabükspor       | Turquía | 2014-2015 |
| Eskişehirspor     | Turquía | 2015-2016 |
| Bandırmaspor      | Turquía | 2016-2017 |

## Palmarés

### Títulos nacionales
| Título               | Club              | País    | Año  |
| -------------------- | ----------------- | ------- | ---- |
| Superliga de Turquía | Galatasaray S. K. | Turquía | 2008 |